# 北海道道285号豊浦洞爺線
北海道道285号豊浦洞爺線（ほっかいどうどう285ごう とようらとうやせん）は、北海道虻田郡豊浦町と洞爺湖町を結ぶ一般道道（北海道道）である。

## 概要
2000年（平成12年）の有珠山噴火において、国道230号が洞爺湖町内で道路が寸断されたため、北海道道97号豊浦京極線とともに国道230号の代替路線として指定された時期があった。

### 路線データ
- 起点：北海道虻田郡豊浦町字桜（北海道道97号豊浦京極線交点）
- 終点：北海道虻田郡洞爺湖町洞爺町（北海道道578号洞爺虻田線交点）
- 総延長：16.343 km
- 実延長：14.449 km
- 重用延長：1.894 km

### 道路管理者
- 胆振総合振興局 室蘭建設管理部 洞爺出張所

## 歴史
- 1957年（昭和32年）7月25日 - 234号として路線認定[1]。
- 1994年（平成6年）10月1日 - 路線番号を285号に変更[2]。
- 2000年（平成12年）4月26日 - 2000年の有珠山噴火に伴い、豊浦町字桜 - 洞爺村（現洞爺湖町）香川を国道230号代替路線に指定。
- 2007年（平成19年）4月2日 - 国道230号新ルート完成に伴い、国道代替路線の指定を解除。

この路線の前身は、1944年（昭和19年）11月25日に認定された準地方費道150号洞爺豊浦停車場線の一部である。

## 路線状況

### 重複区間
- 国道230号（洞爺湖町香川 - 洞爺湖町成香）

## 地理

### 通過する自治体
- 胆振総合振興局
  - 虻田郡豊浦町
  - 虻田郡洞爺湖町

### 交差する道路
豊浦町
- 北海道道97号豊浦京極線 - 桜（起点）

洞爺湖町
- 国道230号 - 香川、成香（重複）
- 北海道道578号洞爺虻田線 - 洞爺町（終点）

### 沿線にある施設など
洞爺湖町
- 洞爺湖町立洞爺中学校